# Dorymyrmex
Dorymyrmex är ett släkte av myror. Dorymyrmex ingår i familjen myror.
Dessa myror är ungefär 1,5 till 2,5 mm långa. De bygger ett näste som likar en pyramid i utseende. Arten hittas vanligen i låglandet i öppna landskap. De har ett kraftigt bett och kan röra sig snabba. Födan utgörs av andra myror, av andra ryggradslösa djur, av nektar och av söt dagg. Ibland förekommer bon med olika arter av släktet tillsammans.

## Bildgalleri

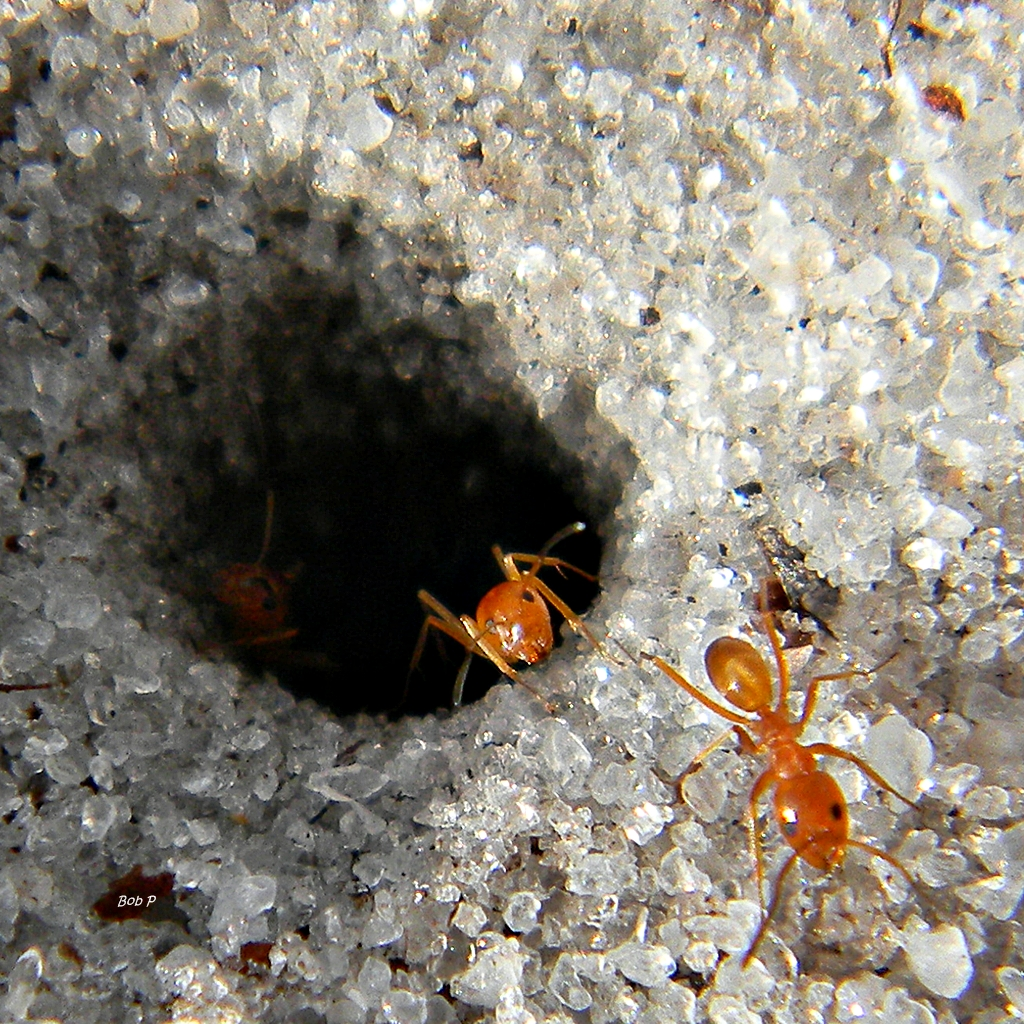

## Dottertaxa tillDorymyrmex, i alfabetisk ordning[1]
- Dorymyrmex agallardoi
- Dorymyrmex alboniger
- Dorymyrmex antarcticus
- Dorymyrmex baeri
- Dorymyrmex bicolor
- Dorymyrmex biconis
- Dorymyrmex bituber
- Dorymyrmex bossutus
- Dorymyrmex breviscapis
- Dorymyrmex bruchi
- Dorymyrmex brunneus
- Dorymyrmex carettei
- Dorymyrmex caretteoides
- Dorymyrmex chilensis
- Dorymyrmex confusus
- Dorymyrmex coniculus
- Dorymyrmex elegans
- Dorymyrmex emmaericaellus
- Dorymyrmex ensifer
- Dorymyrmex exsanguis
- Dorymyrmex flavescens
- Dorymyrmex flavopectus
- Dorymyrmex flavus
- Dorymyrmex fusculus
- Dorymyrmex goeldii
- Dorymyrmex goetschi
- Dorymyrmex grandulus
- Dorymyrmex hunti
- Dorymyrmex hypocritus
- Dorymyrmex incomptus
- Dorymyrmex insanus
- Dorymyrmex jheringi
- Dorymyrmex joergenseni
- Dorymyrmex minutus
- Dorymyrmex morenoi
- Dorymyrmex pappodes
- Dorymyrmex planidens
- Dorymyrmex pogonius
- Dorymyrmex pulchellus
- Dorymyrmex pyramicus
- Dorymyrmex richteri
- Dorymyrmex santschii
- Dorymyrmex silvestrii
- Dorymyrmex spurius
- Dorymyrmex steigeri
- Dorymyrmex tener
- Dorymyrmex thoracicus
- Dorymyrmex wolffhuegeli